# Ґурне-Малики
Ґурне-Малики (пол. Górne Maliki) — село в Польщі, у гміні Стара Кішева Косьцерського повіту Поморського воєводства.
Населення — 262 особи (2011).
У 1975-1998 роках село належало до Гданського воєводства.

## Демографія
Демографічна структура станом на 31 березня 2011 року:
|          | Загалом | Допрацездатний вік | Працездатний вік | Постпрацездатний вік |
| -------- | ------- | ------------------ | ---------------- | -------------------- |
| Чоловіки | 142     | 39                 | 91               | 12                   |
| Жінки    | 120     | 24                 | 76               | 20                   |
| Разом    | 262     | 63                 | 167              | 32                   |